# Schwabhausen (Thuringe)
Pour les articles homonymes, voir Schwabhausen.

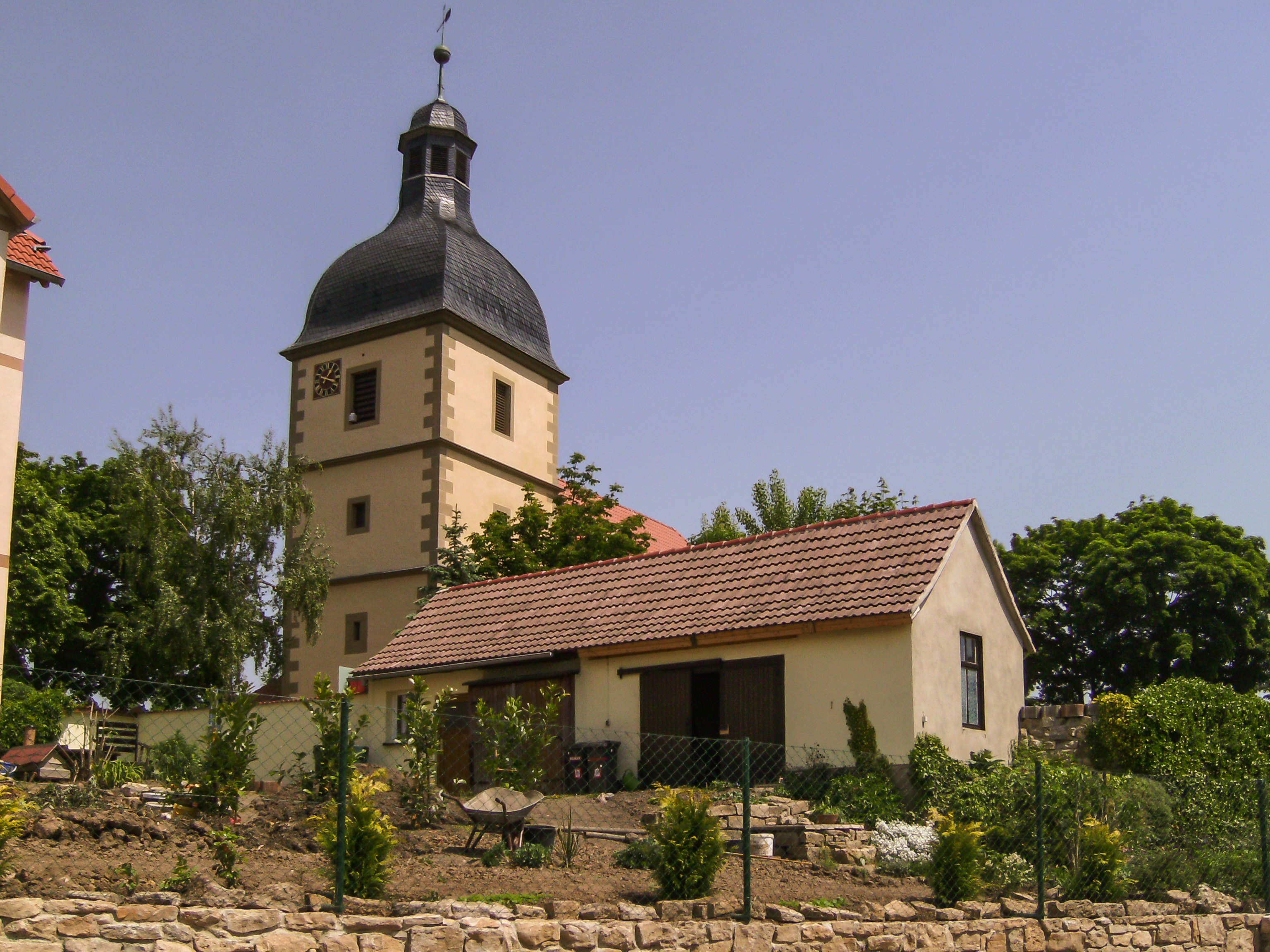
Schwabhausen, église

Schwabhausen est une commune allemande de l'arrondissement de Gotha en Thuringe.

## Géographie

Situation de la commune dans l'arrondissement de Gotha

Schwabhausen est située au centre de l'arrondissement, sur la rive gauche de l'Apfelstädt, à seulement 6 km au sud de Gotha, le chef-lieu de l'arrondissement, dont elle est quasiment un faubourg. La commune est administrée par la commune voisine de Günthersleben-Wechmar.
Communes limitrophes (en commençant par le nord et dans le sens des aiguilles d'une montre) : Gotha, Günthersleben-Wechmar, Hohenkirchen, Petriroda et Emleben.

## Histoire
Schwabhausen est mentionnée pour la première fois en 786 dans le bréviaire de Lull.
La commune a fait partie du duché de Saxe-Cobourg-Gotha dans l'arrondissement d'Ohrdruf. En 1920, le village est intégré à l'arrondissement de Gotha.

## Démographie
| 1910 | 1933 | 1939 | 1995 | 2000 | 2005 | 2010 |
| ---- | ---- | ---- | ---- | ---- | ---- | ---- |
| 534  | 607  | 826  | 699  | 732  | 714  | 721  |

## Politique
À l'issue des élections municipales du 7 juin 2009, le Conseil municipal, composé de 8 sièges, est composé comme suit :
| Parti                | Nombre de conseillers | Pourcentage de voix |
| -------------------- | --------------------- | ------------------- |
| CDU                  | 5                     | 56,6 %              |
| UWG Schw             | 2                     | 29,3 %              |
| BI Solidargemeinsch. | 1                     | 14,2 %              |

## Communications
Schwabhausen est située sur la route nationale B247 Gotha-Suhl. La route régionale L2147 rejoint Wechmar à l'est et la L1026 Emleben à l'ouest.
La sortie 42 de l'autoroute A4 Francfort-sur-le-Main - Dresde est située à Schwabhausen.